# Bateria bidetowa

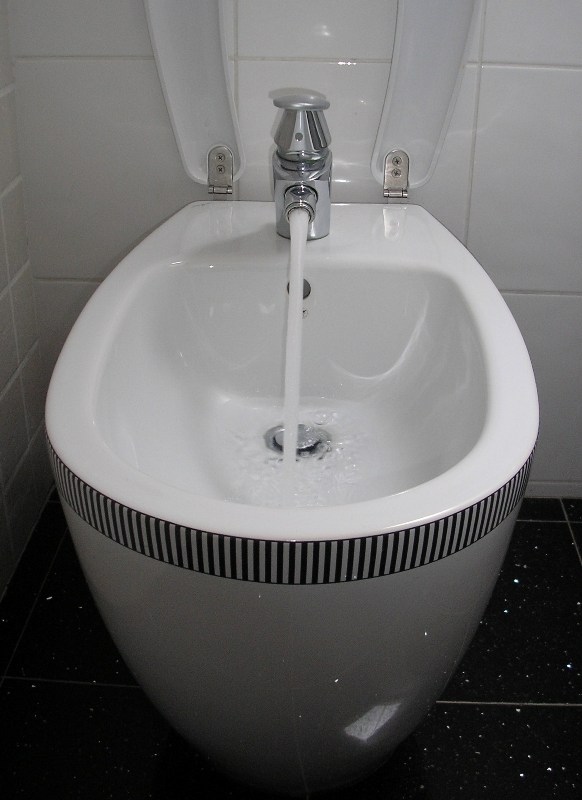
Bateria bidetowa

Bateria bidetowa – rodzaj baterii wodociągowej służący do zasilania w wodę bieżącą bidetu. Tego rodzaju baterie są wyposażone w odpływ lekko zadarty do góry lub z ruchomą końcówką umożliwiającą regulację kierunku wypływu wody. Bateria może być wyposażona także w elastyczny przewód wysuwany z wylewki.